# Comuna de Złoczew
Złoczew (polaco: Gmina Złoczew) é uma gminy (comuna) na Polónia, na voivodia de Lodz e no condado de Sieradzki. A sede do condado é a cidade de Złoczew.
De acordo com os censos de 2004, a comuna tem 7486 habitantes, com uma densidade 63,4 hab/km².

## Área
Estende-se por uma área de 118,02 km², incluindo:
- área agricola: 68%
- área florestal: 23%

## Demografia
Dados de 30 de Junho 2004:
|                      | Total   | Total | Mulheres | Mulheres | Homens  | Homens |
| -------------------- | ------- | ----- | -------- | -------- | ------- | ------ |
|                      | pessoas | %     | pessoas  | %        | pessoas | %      |
| População            | 7486    | 100   | 3797     | 50,7     | 3689    | 49,3   |
| Densidade (pop./km²) | 63,4    | 100   | 32,2     | 32,2     | 31,3    | 31,3   |

De acordo com dados de 2002, o rendimento médio per capita ascendia a 1319,31 zł.

## Subdivisões
- Biesiec, Borzęckie, Broszki, Bujnów, Czarna, Dąbrowa Miętka, Emilianów, Gronówek, Grójec Mały, Grójec Wielki, Kamasze, Łeszczyn, Miklesz, Potok, Stanisławów, Stolec, Szklana Huta, Uników, Wandalin, Zapowiednik.

## Comunas vizinhas
- Brąszewice, Brzeźnio, Burzenin, Klonowa, Konopnica, Lututów, Ostrówek